# Zatoka Termajska
Zatoka Termajska (gr. Θερμαϊκός Κόλπος, Termaikos Kolpos) – zatoka u wybrzeży północno-wschodniej Grecji, stanowi część Morza Egejskiego, wcina się w głąb lądu, oblewając zachodnie wybrzeża Półwyspu Chalcydyckiego. Jej najdalej na północ wysuniętą część stanowi Zatoka Salonicka.
Największe rzeki uchodzące do zatoki:
- Pinios
- Aliakmon
- Aksjos (Wardar)